# Музей и дом-усадьба К. Э. Циолковского
Музе́й и дом-уса́дьба К. Э. Циолко́вского — музей космонавтики имени К. Э. Циолковского и дом, в котором родился учёный. Расположены в селе Ижевском Спасского района Рязанской области.

## Музей К. Э. Циолковского
Рязанская область, Спасский район, с. Ижевское, ул. Зелёная, д. 23 54°32′58″ с. ш. 40°51′13″ в. д.

### История создания
На рязанской земле К. Э. Циолковский родился и прожил с десятилетним перерывом тринадцать лет, покинув её со званием учителя, с опытом научных исследований и твёрдым решением посвятить жизнь науке, стараясь «сделать что-то полезное для людей». В 1966 году, чтобы «восстановить историческую справедливость» и «вернуть Циолковского на родную землю», группа неравнодушных земляков Константина Эдуардовича инициировала создание в Ижевском музея имени великого учёного. Активисты села написали письмо первому космонавту планеты с приглашением посетить родину основоположника космонавтики. В ответном письме Гагарин сообщил, что с большим удовольствием прочитал письмо и обязательно навестит Ижевское, как только будет возможность. После этого было принято решение о создании в селе музея К. Э. Циолковского. Большую помощь в его организации оказал уроженец села Ижевского Алексей Павлович Балашов, работник секретариата ЦК ВКП(б) и сотрудник оргинструкторского отдела и секретариата ЦК КПСС. В апреле 1967 года несколько комнат в здании сельского совета были переданы под музей. Его открытие состоялось 17 сентября 1967 года — в 110-ю годовщину со дня рождения учёного. А полученное 11 января 1967 года письмо Ю. А. Гагарина стало в музее экспонатом № 1.
Первое время музей работал на общественных началах. С июля 1969 года он стал филиалом Рязанского музея-заповедника, руководство которым принял А. И. Коваль. В 1977 году музей переехал на новое место — с этого времени он расположился на окраине при въезде в село в здании, ранее принадлежавшем больнице и много лет до этого пустовавшем. Проект оформления создал рязанский художник В. Ф. Шипов. В сентябре 1974 года было принято распоряжение Совета Министров РСФСР об установке на родине учёного в селе Ижевском бронзового бюста, а к 120-летию со дня рождения К. Э. Циолковского 17 сентября 1977 года состоялось открытие памятника (авторы — скульпторы А. П. Усаченко и П. М. Криворуцкий, архитектор И. И. Сенченко), в котором принял участие лётчик-космонавт СССР Ю. Н. Глазков. В 1982 году к 125-летию со дня рождения учёного была сделана пристройка к музею по проекту архитектора М. А. Мицкевича, фасад которой украсил барельеф фигурной композиции космонавта, созданный архитектором А. Л. Капустиным. Для размещения экспонатов по космонавтике был сооружён большой зал площадью в 144 м² и высотой 6 метров. На торжественном открытии обновлённой экспозиции присутствовал гость — лётчик-космонавт СССР В. В. Аксёнов.
В настоящее время музей К. Э. Циолковского — государственное бюджетное учреждение областного подчинения. Входит в Ассоциацию музеев космонавтики (АМКОС).
Директора музея
- Коваль Анатолий Иванович (с 1969 по 1986 год) — учитель, журналист районной газеты, организатор и первый директор музея на протяжении семнадцати лет. Награждён орденом «Знак почёта», медалями «За победу над Германией» и «Ветеран Труда», также получал награды от Федерации космонавтики за активную работу по пропаганде идей К. Э. Циолковского и популяризации космонавтики[6][7][8][9];
- Лисицына Нина Васильевна (с 1987 по январь 2020 года) — второй директор музея на протяжении более тридцати лет. Имеет поощрения и награды от губернатора области, областной Думы, Министерства культуры и туризма, Федерации космонавтики России[10];
- Медведков Николай Николаевич (с 24 января 2020 года)[11].

### Собрание музея
Основной фонд музея составляют 2629 единиц хранения, научно-вспомогательный фонд — 5395 единиц. Это коллекции изобразительного и декоративно-прикладного искусства, нумизматики, археологии, этнографии, документов и фотоматериалов, которые постоянно пополняются: по состоянию на 2023 год общее количество предметов превысило восемь тысяч единиц.

### Экспозиции музея
- Вестибюль — Центральное место в зале-вестибюле музея занимает единственный прижизненный скульптурный портрет К. Э. Циолковского, выполненный скульптором И. П. Архиповым в 1927 году (авторская копия 1969 года[14]). Здесь проходят тематические выставки из фондов музея и других музеев страны.
- 1-й зал — «История села Ижевского и жизненный путь учёного». Представлены материалы о селе Ижевском, о вятском и рязанском периодах жизни семьи Циолковских, о калужском периоде жизни учёного. Экспонируются книги по астрономии и физике, математике и механике, сочинения Д. И. Писарева и журнал «Дело», которые К. Э. Циолковский изучал в Чертковской публичной библиотеке при Румянцевском музее в Москве, занимаясь самообразованием. Наряду с единственной детской фотографией будущего учёного в возрасте пяти лет также экспонируются фотографии вятского и калужского периодов его жизни: училищ, где работал Константин Эдуардович, дома, где он прожил 29 лет, его кабинета и мастерской, фото жены и трёх дочерей. Демонстрируются макеты его самодельных слуховых трубок — «слухачей».
- 2-й зал — «Научные труды и открытия К. Э. Циолковского». Научная экспозиция открывается трудами Циолковского по аэродинамике, в развитие которой он внёс немалый вклад. Здесь на общем обозрении находятся: его книга «Устройства летательного аппарата насекомых и птиц»; фотография самодельной аэродинамической трубы «воздуходувки», изготовленной в 1897 году; фотокопии его рукописей, книги и журнальные статьи, первый том собрания сочинений «Аэродинамика». Далее следуют его чертежи первого космического корабля из рукописи 1883 года «Свободное пространство» и ракеты с жидкостным реактивным двигателем из главного труда его жизни «Исследование мировых пространств реактивными приборами», журналы и книги, в которых эта работа была опубликована, книги с другими трудами Циолковского по космонавтике и макет пассажирской ракеты, сделанный по его рисункам.
- 3-й зал — «Претворение в жизнь научного наследия К. Э. Циолковского». Экспонируются макеты гирдовских ракет «03» и «09», метеорологической ракеты и парашютный отсек геофизической ракеты, представлена «Лунная диорама».
- 4-й зал — «Претворение в жизнь космических идей К. Э. Циолковского». Этот зал как бы подводит итог тому, чего достигла отечественная наука и техника в области космонавтики. В центре зала расположен уникальный экспонат — спускаемый аппарат космического корабля «Союз-22», на котором 23 сентября 1976 года вернулись на землю космонавты В. Ф. Быковский и В. В. Аксёнов, уроженец Рязанской области. В стеклянных витринах экспонируются скафандр лётчика-космонавта О. Г. Макарова, образцы космического питания, инструменты для работы в космосе и материалы, посвящённые Генеральному конструктору ракетно-космической техники В. Ф. Уткину.

## Дом-усадьба К. Э. Циолковского
Рязанская область, Спасский район, с. Ижевское, ул. Циолковского, д. 210 54°32′57″ с. ш. 40°52′07″ в. д.

### Информация о доме
Летом 1849 года в Спасский уезд был переведён лесничий Эдуард Игнатьевич Циолковский. В Ижевском семья лесничего жильё арендовала: с 1849 по 1854 год — дом торговца Михайлова на улице Красной, с 1854 по 1858 год — более просторный дом на улице Польной, в 1936 году названной в честь Циолковского. Здесь 5 [17] сентября 1857 года родился Константин Эдуардович Циолковский.
Дом построен в начале XIX века и принадлежал приказчику помещика Н. И. Демидова, владельца села. С середины XIX века в нём размещалась почтовая контора, затем он стал сдаваться внаём. В советское время здание принадлежало частным владельцам. К 150-летию учёного в 2007 году дом был выкуплен правительством Рязанской области и вошёл в состав музея К. Э. Циолковского. Выполняется благоустройство территории дома-усадьбы. 17 сентября 2022 года состоялось открытие бюста основоположнику космонавтики (скульптор С. А. Щербаков, архитектор Н. Н. Медведков).

### Экспозиции дома-усадьбы
- 1-й зал — экспозиция «Жизнь Циолковских в Ижевском»
- 2-й зал — выставочно-лекционный зал, предназначенный для размещения временных выставок и групповых занятий с посетителями
- 3-й зал — помещение в цокольном этаже, в котором находится экспозиция «Ремёсла Ижевской волости»